# Académie suisse des sciences techniques
L'Académie suisse des sciences techniques (ASST) est une organisation suisse fondée en 1981 et ayant son siège à Zurich.

## Histoire
L'Académie suisse des sciences techniques est l'une des quatre académies scientifiques suisses des Académies suisses des sciences (Akademien der Wissenschaften Schweiz, Accademie svizzere delle scienze, Academias svizras da las scienzas, Swiss Academies of Arts and Sciences). Ces académies mettent en réseaux les sciences à un niveau régional, national et international.

## Membres
- Kathryn Hess
- Pierre-André Bobillier
- Hans Peter Beck (2025)[1]